# Martin Crimp
Martin Andrew Crimp (Dartford, 14 febbraio 1956) è un drammaturgo e traduttore britannico di origini romene.
È stato ascritto al gruppo degli autori del teatro "in-yer-face", per quanto egli non si identifichi nella categoria. Il suo stile è caratterizzato da dialoghi asciutti, dal distacco emozionale e da uno sguardo cupo sulle relazioni umane (ai suoi personaggi sono preclusi gioia e amore). A ciò si aggiunge un interesse specifico per la forma teatrale e per il linguaggio del teatro.

## Biografia
Figlio di John Crimp, ingegnere ferroviario, e della moglie Jennie, nel 1960, si stabilì con i genitori a Steatham dove frequentò le scuole primarie, prima di essere ammesso al Dulwich College. Con il trasferimento del padre a York, si spostò alla Pocklington School, non distante dalla città, dove dimostrò una spiccata attitudine per le lingue, la musica, la letteratura inglese e il teatro. Studiò Letteratura Inglese al St Catharine's College di Cambridge negli anni 1975-1978, dove la sua prima pièce, Clang, fu messa in scena dal compagno Roger Michell. Prima di affermarsi come drammaturgo, Crimp si dedicò alla narrativa, componendo una raccolta di racconti brevi, An Anatomy, e un romanzo, Still Early Days, entrambi inediti.
I suoi primi sei drammi furono messi in scena all'Orange Theatre di Richmond: "Quando l'Orange Tree propose un laboratorio per autori locali - racconta Crimp in una intervista a Marsha Hanlon destinata a una brochure promozionale del teatro, ricordando l'iniziativa del settembre 1981 - fui invitato a partecipare. L'incentivo era la possibilità della messa in scena di un proprio testo come una delle produzioni che il teatro programmava all'ora di pranzo. Io scrissi Living Remains, e il testo fu messo in scena - il mio primo dramma mai prodotto! Ero così eccitato che non pensai nemmeno allo spazio in cui fu allestito [una stanza situata sopra a un pub], e solo in seguito mi resi conto del fatto che l'intimità dell'Orange Tree, la sua semplicità, rappresentarono un ulteriore componente della mia euforia" ("When the Orange Tree ran a workshop for local writers, I was invited to take part. The carrot was the chance of a lunchtime production, so I wrote Living Remains and the Orange Tree staged it — my first-ever produced play! I was so excited that I didn't think about the space where it was performed, but now I realise that the Orange Tree's intimacy and simplicity provided an extra layer of excitement").
Sette suoi drammi una sua traduzione di Ionesco sono stati presentati al Royal Court Theatre di Londra, presso cui Crimp divenne autore residente (writer-in-residence) nel 1997. Largamente rappresentato in Europa, Crimp è anche traduttore a tempo pieno di drammaturghi europei.
Il suo testo più noto e innovativo, Attentati alla vita di lei, debuttato al Royal Court nel 1997, ha avuto grande risonanza internazionale ed è stato tradotto in venti lingue.

## Poetica e tematiche
In Attentati alla vita di lei le battute presenti non sono assegnate a dei personaggi in senso stretto, ma a un numero indefinito di speaker. L'attribuzione delle battute e la loro distribuzione agli attori è demandata all'intervento della regia. Nell'arco di diciassette frammenti, in apparenza sconnessi, il gruppo degli speaker produce una varietà di descrizioni e di storie contraddittorie intorno ad una protagonista che non appare mai: una donna a cui ci si riferisce come 'lei' - o come Anne, Annie, Annushka, e in altri modi - è tratteggiata di volta in volta come una terrorista, come la figlia di genitori in lutto, come un'artista, una pornostar, un nuovo modello d'automobile. La programmatica frammentarietà degli 'attentati' (va rilevato che il termine inglese, attempts è traducibile anche come tentativi), costituisce una sfida per lo spettatore, che di fronte all'iper-moltiplicazione delle rappresentazioni di un personaggio assente, si trova a fare i conti con il concetto stesso di identità (e con il concetto di drammaturgia), dubitando della veridicità delle storie raccontate e dell'esistenza del personaggio al di fuori delle narrazioni che ne vengono fatte.
La relazione tra realtà e finzione trova spazio in The treatment, del 1993, una commedia nerissima d'ambientazione newyorkese. L'aggressività pervasiva della metropoli schiaccia gli abitanti al punto che essi riparano in una cecità autoimposta (la gente - dice uno dei personaggi - è 'allergica' ai tempi in cui vive). Nel dramma una donna-bambina, fuggita dall'appartamento di Brooklyn nel quale il compagno la teneva imprigionata, cede la sua storia agli sceneggiatori di un ipotetico film. Corruzione, consumazione, dinamiche di accaparramento e di predazione, anaffettività e disumanizzazione, autonarrazione del mondo sono tra i temi del dramma di Crimp, anch'esso contraddistinto da un titolo ambivalente: il 'trattamento' è un termine del linguaggio cinematografico e anche terapeutico.

## Testi teatrali
- Love Games (scritto insieme a Howard Curtis, Orange Tree Theatre, 9 aprile – 1º maggio 1982)
- Living Remains (Orange Tree, 9–25 luglio 1982)
- Four Attempted Acts (Orange Tree, 1984)
- A Variety of Death-Defying Acts (Orange Tree 1985)
- Definitely the Bahamas, "a group of three plays for consecutive performance" comprendenti A Kind of Arden e The Spanish Girls (Orange Tree, 1987)
- Dealing with Clair (Orange Tree, 1988)
- Play with Repeats (Orange Tree, 1989)
- No One Sees the Video (Royal Court, Theatre Upstairs 1990)
- Getting Attention (Royal Court, Theatre Upstairs, 1991)
- The Treatment (Royal Court, 1993)
- Attempts on Her Life (Royal Court, 1997; National Theatre, Lyttelton, marzo 2007)
- The Country (Royal Court 2000, rimesso in scena al Tabard Theatre, maggio 2008)
- Face to the Wall (Royal Court, 2002)
- Cruel and Tender (Young Vic, 2004)
- Fewer Emergencies (Royal Court, Theatre Upstairs 2005)
- The City (Royal Court, Jerwood Theatre Downstairs, 2008)
- Play House (Orange Tree, 2012, messo in scena insieme a Definitely the Bahamas)
- In the Republic of Happiness (Royal Court Theatre, 2012)

## Libretti
- Into the Little Hill (2006, per il compositore George Benjamin)
- Written on Skin (2012, per il compositore George Benjamin)

## Traduzioni in inglese
- Il misantropo (Molière) (Young Vic, 1996)
- Le sedie (Ionesco) (Theatre Royal Bath, 1997)
- Roberto Zucco (Bernard-Marie Koltès) (RSC The Other Place, Stratford, 1997)
- Le serve (Genet) (Young Vic, 1999)
- Il trionfo dell'amore (Marivaux) (Almeida, 1999)
- The False Servant (Marivaux) (National Theatre, 2004)
- Il gabbiano (Anton Čechov) (National Theatre 2006)
- Il rinoceronte (Ionesco) (Royal Court 2007)
- The Misanthrope (Molière) (Comedy Theatre 2009)
- Pains of Youth (Krankheit der Jugend by Ferdinand Bruckner) (National Theatre, 2009)
- Big and Small (Gross und klein di Botho Strauß), produzione della Sydney Theatre Company, commissionata in collaborazione dal Barbican Centre, di Londra, dal Théâtre de la Ville di Parigi, dal Vienna Festival e dal Ruhrfestspiele di Recklinghausen; con Cate Blanchett nei panni di Lotte, 2011-2012).